# Демир Демирев
Демир Демирев е български щангист, двукратен европейски шампион.

## Биография
Роден е в Сливен на 31 август 1984 г., започва да тренира вдигане на тежести през 1997 г. За спорта го открива учителят Стефан Георгиев. Първият му треньор е Христо Бъчваров. 

## Спортна кариера
При подрастващите е трикратен европейски шампион, два пъти е шампион за юноши от 2003 и 2004 г. и един път за кадети от 1999 г. Също така е и вицесветовен шампион за юноши от 2002 г.
Демирев е двукратен европейски шампион по вдигане на тежести за мъже от първенството в София, България през 2005 г., където печели първото място с 335 кг. в двубоя и от Владиславово, Полша през 2006 г., където постига втори резултат в състезанието, но няколко месеца по-късно, след дисквалификация за допинг нарушение на Генадий Олешчук от Беларус, е обявен за шампион и получава златния медал. 
Носител е на два бронзови медала в двубоя на световни първенства - от Санто Доминго, Доминиканска република през 2006 г. и от Чианг Май, Тайланд през 2007 г.
Избран е за „Спортист №1 на Сливен“ през 2007 г.

## Спортни постижения
| Година                                                          | Място                                     | Категория (до)                            | С изхвърляне (кг)                         | С изхвърляне (кг)                         | С изхвърляне (кг)                         | С изхвърляне (кг)                         | С изтласкване (кг)                        | С изтласкване (кг)                        | С изтласкване (кг)                        | С изтласкване (кг)                        | Общо                                      | Място                                     |
| Година                                                          | Място                                     | Категория (до)                            | 1                                         | 2                                         | 3                                         | Място                                     | 1                                         | 2                                         | 3                                         | Място                                     | Общо                                      | Място                                     |
| Състезател на България                                          | Състезател на България                    | Състезател на България                    | Състезател на България                    | Състезател на България                    | Състезател на България                    | Състезател на България                    | Състезател на България                    | Състезател на България                    | Състезател на България                    | Състезател на България                    | Състезател на България                    | Състезател на България                    |
| Световно първенство по вдигане на тежести                       | Световно първенство по вдигане на тежести | Световно първенство по вдигане на тежести | Световно първенство по вдигане на тежести | Световно първенство по вдигане на тежести | Световно първенство по вдигане на тежести | Световно първенство по вдигане на тежести | Световно първенство по вдигане на тежести | Световно първенство по вдигане на тежести | Световно първенство по вдигане на тежести | Световно първенство по вдигане на тежести | Световно първенство по вдигане на тежести | Световно първенство по вдигане на тежести |
| --------------------------------------------------------------- | ----------------------------------------- | ----------------------------------------- | ----------------------------------------- | ----------------------------------------- | ----------------------------------------- | ----------------------------------------- | ----------------------------------------- | ----------------------------------------- | ----------------------------------------- | ----------------------------------------- | ----------------------------------------- | ----------------------------------------- |
| 2005                                                            | Доха, Катар                               | 69 кг                                     | 142                                       | 146                                       | 146                                       | 5                                         | 175                                       | 178                                       | 178                                       | 6                                         | 317                                       | 5                                         |
| 2006                                                            | Санто Доминго, Доминиканска република     | 69 кг                                     | 143                                       | 143                                       | 147                                       | 4                                         | 172                                       | 175                                       | 186                                       | 4                                         | 318                                       | 1  [ 4 ]                                  |
| 2007                                                            | Чианг Май, Тайланд                        | 69 кг                                     | 150                                       | 153                                       | 153                                       | 4                                         | 181                                       | 185                                       | 185                                       | 4                                         | 334                                       | 1  [ 5 ]                                  |
| 2013                                                            | Вроцлав, Полша                            | 77 кг                                     | 145                                       | 150                                       | 152                                       | 9                                         | 185                                       | 185                                       | 185                                       | -                                         | ---                                       | -                                         |
| 2014                                                            | Алмати, Казахстан                         | 77 кг                                     | 145                                       | 150                                       | 152                                       | 17                                        | 180                                       | 185                                       | 185                                       | 10                                        | 335                                       | 9                                         |
| Европейско първенство по вдигане на тежести                     |                                           |                                           |                                           |                                           |                                           |                                           |                                           |                                           |                                           |                                           |                                           |                                           |
| 2005                                                            | София, България                           | 69 кг                                     | 145                                       | 150                                       | 150                                       | 1                                         | 175                                       | 177.5                                     | 185                                       | 1                                         | 335                                       | 1  [ 2 ]                                  |
| 2006                                                            | Владиславово, Полша                       | 69 кг                                     | 144                                       | 148                                       | 150                                       | 1                                         | 176                                       | 181                                       | 188                                       | 1                                         | 329                                       | 1  [ 3 ]                                  |
| 2007                                                            | Страсбург, Франция                        | 69 кг                                     | 138                                       | 141                                       | 141                                       | 8                                         | 167                                       | 173                                       | 173                                       | 5                                         | 311                                       | 6                                         |
| 2008                                                            | Линяно Сабиадоро, Италия                  | 69 кг                                     | 146                                       | 146                                       | 148                                       | 2                                         | 181                                       | 181                                       | 181                                       | -                                         | ---                                       | -                                         |
| Световно първенство по вдигане на тежести за юноши и девойки    |                                           |                                           |                                           |                                           |                                           |                                           |                                           |                                           |                                           |                                           |                                           |                                           |
| 2001                                                            | Солун, Гърция                             | 62 кг                                     | 110                                       | 110                                       | 115                                       | 15                                        | 137.5                                     | 142.5                                     | 142.5                                     | 17                                        | 252.5                                     | 15                                        |
| 2002                                                            | Хавиржов, Чехия                           | 62 кг                                     | 120                                       | 120                                       | 120                                       | 2                                         | 145                                       | 147.5                                     | 150                                       | 2                                         | 270                                       | 2                                         |
| 2003                                                            | Ермосильо, Мексико                        | 69 кг                                     | 135                                       | 140                                       | 142.5                                     | 1                                         | 170                                       | 172.5                                     | 175                                       | 1                                         | 312.5                                     | 4                                         |
| 2004                                                            | Минск, Беларус                            | 69 кг                                     | 137.5                                     | 142.5                                     | 142.5                                     | 4                                         | 165                                       | 165                                       | 165                                       | 6                                         | 302.5                                     | 5                                         |
| Европейско първенство по вдигане на тежести за юноши и девойки  |                                           |                                           |                                           |                                           |                                           |                                           |                                           |                                           |                                           |                                           |                                           |                                           |
| 2002                                                            | Нуоро, Италия                             | 69 кг                                     | 130                                       | 135                                       | 137.5                                     | 4                                         | 160                                       | 165                                       | 170                                       | 6                                         | 302.5                                     | 5                                         |
| 2003                                                            | Валенсия, Испания                         | 69 кг                                     | 135                                       | 140                                       | 142.5                                     | 1                                         | 167.5                                     | 167.5                                     | 172.5                                     | 1                                         | 315                                       | 1                                         |
| 2004                                                            | Бургас, България                          | 69 кг                                     | 140                                       | 145                                       | 147.5                                     | 2                                         | 170                                       | 177.5                                     | 180                                       | 1                                         | 327.5                                     | 1                                         |
| Европейско първенство по вдигане на тежести за кадети и кадетки |                                           |                                           |                                           |                                           |                                           |                                           |                                           |                                           |                                           |                                           |                                           |                                           |
| 1999                                                            | Линяно Сабиадоро, Италия                  | 50 кг                                     | 80                                        | 80                                        | 82.5                                      | 1                                         | 92.5                                      | 95                                        | 95                                        | 1                                         | 177.5                                     | 1                                         |

## Допинг наказания
Демир Демирев е санкциониран два пъти от Международната федерация по вдигане на тежести за употреба на допинг. И в двата случая при странни и доста сходни обстоятелства, които водят до санкция не просто за Демирев, а за целия национален отбор на България.
Първият случай е от началото на 2008 г. в навечерието на Олимпийски игри в Пекин, когато 11 български национални състезатели по вдигане на тежести са уличени в употреба на  метадианон (анаболен стероид). Това е стимулант от т.нар. група на бианаболите, вещества, които в професионалния спорт към този момент не се използват повече от 20 г. Обяснението от федерацията е, че вероятно се касае за замърсена хранителна добавка. Последните не са били изследвани, поради липса на средства.  Наказанието за Демирев e 4 години извън спорта. Завръща се на подиума за Свеовното първенство във Вроцлав през 2013 г.
Второто нарушение е от март 2015 г., което лишава Демирев от участие на втора олимпиада - тази в Рио де Жанейро през 2016 г. През 2015 г. отново се касае за провинение на целия национален отбор по вдигане на тежести, отново уличени са 11 спортисти, като за Иван Марков, Демир Демирев, Ивайло Филев нарушението е повторно след 2008 г. и в крайна сметка получават 18-месечни наказания. Този път в пробите им е установен станозолол, който според деятели на Българската федерация по вдигане на тежести се е съдържал в хранителна добавка "Трайбест", без да е изрично посочен в листовката на препарата. Твърденията са доказани впоследствие след изследване на проби в три независими лаборатории, две от които в Германия, което дава основание на Международната федерация по вдигане на тежести да не наложи най-тежките санкции за българските спортисти, които са 4 години за първо провинение и доживотна забрана за повторно.   
Наказанието на практика слага край на спортната кариера на Демирев, който не се завръща на подиума отново .